# 銅管五重奏
銅管五重奏是由5個銅管樂器聲部構成的重奏團，最常見的編制由兩把小號、一把法國號、一把長號和一把低音號構成。

## 編制
銅管五重奏編制上相當有彈性，小號常兼任高音小號、短號和傅魯格號，在某些作品中，法國號可由長號取代，長號常兼任上低音號，低音號是常態編制，但在某些作品中，仍有時以低音長號取代。銅管五重奏演奏時，有時會加入打擊樂器，尤其是定音鼓與爵士鼓。

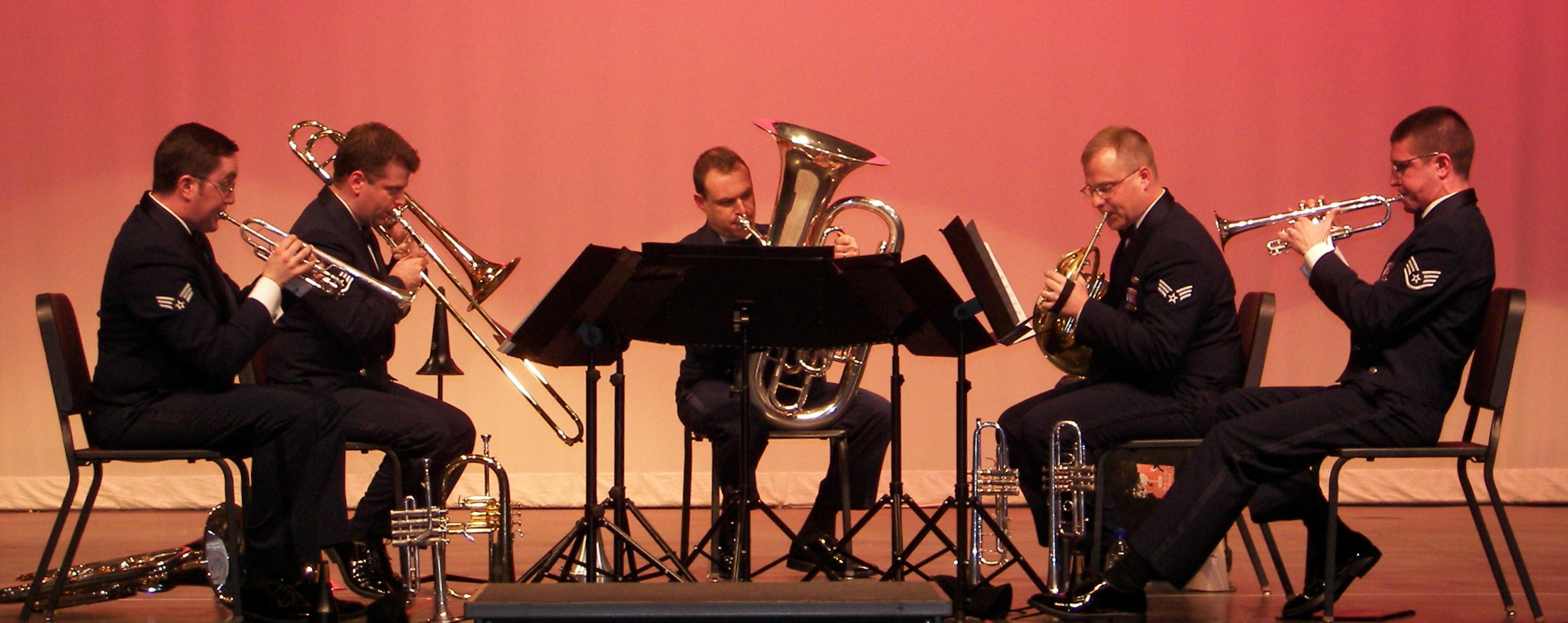
美國空軍樂隊銅管五重奏

## 曲目
銅管五重奏具有非常廣泛的曲目，涵蓋從古典牧歌，以至爵士、流行等改編作品，以及原創作品，無所不包。

## 歷史
當代的銅管五重奏起始於1940年代晚期美國兩個獨立運作的銅管五重奏，芝加哥銅管五重奏和紐約銅管五重奏。兩位芝加哥銅管五重奏的成員可以說是種下了當代銅管五重奏發展的種子，芝加哥銅管五重奏的低音號手Arnold Jacobs是當今世界最知名的加拿大銅管五重奏長號手Eugene Watts和低音號手Charles Daellenbach的啟蒙恩師，而芝加哥銅管五重奏的小號手Renold Schilke則是整個團體的導師，也由於它的大師級工藝，打造出第一套銅管五重奏的黃金樂器。
加拿大銅管五重奏則進一步帶動銅管五重奏的流行，迄今他們已在全世界演出超過5000場音樂會，並售出500,000份以上的銅管五重奏樂譜。
美國銅管五重奏則在銅管五重奏的新原創作品上做出極大貢獻，他們已經首演超過100首的銅管五重奏原創作品。

## 原創作品
第一部銅管五重奏的原創作品，一直被認為是創作4首銅管五重奏的俄羅斯作曲家Victor Ewald，完成於19世紀末、20世紀初，Ewald的銅管五重奏不同於現在的編制，由兩把小號(高音部)、一把法國號(中音部)、一把長號(次中音部)和一把低音號(低音部)所構成。然而，最近發現法國作曲家Jean-François-Victor Bellon的12首四樂章銅管五重奏創作於1848~1850，較Ewald的創作更早了約60年，Bellon的銅管五重奏則由高音傅魯格號(降E調傅魯格號)、短號、法國號、長號和奧菲克萊德號構成。
包括許多知名的作曲家都為銅管五重奏留下原創作品:
- Victor Ewald : Quintet No. 1, 2, 3 & 4
- Malcolm Arnold : 2 Brass Quintet
- Leonard Bernstein : Dance Suite
- Paul Hindemith : Morning Music
- Eugene Bozza : Sonatine
- Luciano Berio : Call

## 知名銅管五重奏

### 美國
American Brass Quintet （页面存档备份，存于）
Annapolis Brass Quintet （页面存档备份，存于）
Atlantic Brass Quintet （页面存档备份，存于）
Boston Brass （页面存档备份，存于）
Canadian Brass （页面存档备份，存于）
Carolina Brass （页面存档备份，存于）
Chestnut Brass Company （页面存档备份，存于）
Chicago Brass Quintet （页面存档备份，存于）
Copper Street Brass Quintet （页面存档备份，存于）
Dallas Brass （页面存档备份，存于）
Empire Brass （页面存档备份，存于）
Gaudete Brass （页面存档备份，存于）
Hoodlebug Brass （页面存档备份，存于）
Meridian Arts Ensemble （页面存档备份，存于）
New York Brass Quintet （页面存档备份，存于）
Presidio Brass （页面存档备份，存于）\
Smoky Mountain Brass Quintet （页面存档备份，存于）
Synergy Brass Quintet （页面存档备份，存于）

### 英國
Oompah Brass （页面存档备份，存于）

### 法國
Ensemble Epsilon
Feeling Brass Quintet （页面存档备份，存于）
Magnifica Quintette de Cuivres （页面存档备份，存于）

### 奧地利
Art of Brass Vienna （页面存档备份，存于）

### 西班牙
Spanish Brass Luur Metalls （页面存档备份，存于）
Mediterranean Chamber Brass

### 義大利
Gomalan Brass Quintet （页面存档备份，存于）

### 匈牙利
Ewald Brass Quintet （页面存档备份，存于）

### 荷蘭
Koperkwintet KWIVR
Itter Brass
Brass Coulors （页面存档备份，存于）

### 瑞典
Stockholm Chamber Brass （页面存档备份，存于）

### 臺灣
葉樹涵銅管五重奏
台北銅管五重奏
國王銅管五重奏 （页面存档备份，存于）
台灣銅管五重奏團 （页面存档备份，存于）

## 外部連結
1. Victor Ewald 免費樂譜 （页面存档备份，存于），由 International Music Score Library Project 提供。